# Bill Granger
Pour les articles homonymes, voir Granger.
Ne doit pas être confondu avec Bill Granger (écrivain).
William Granger, dit Bill Granger, né le 29 août 1969 à Melbourne et mort le 25 décembre 2023 à Londres, est un cuisinier et restaurateur australien.
Il doit une partie de sa notoriété à la présentation d'émissions culinaires à la télévision australienne ainsi qu'à la publication de plusieurs recueils de recettes, lesquels se sont vendus à plus de 700 000 exemplaires à travers le monde.

## Biographie
Bill Granger naît et grandit à Melbourne. À l'âge de 19 ans, il décide de s'orienter vers des études en art et s'inscrit donc à l'université de Sydney, ville où il emménage quelques mois plus tard.
Cherchant du travail afin de contribuer à financer ses études, il est engagé comme serveur dans un restaurant local. Peu à peu, il prend conscience de sa véritable vocation et décide de se consacrer à la gastronomie. Bien qu'étant totalement autodidacte, il choisit de tenter l'aventure et de tenter d'ouvrir son propre restaurant. 
Trois ans après son arrivée dans la métropole australienne, âgé de seulement 22 ans, il inaugure « Bill », un petit établissement situé à Darlinghurst, une ville de la banlieue de Sydney. Le concept, basé sur la convivialité et la simplicité ne tarde pas à remporter un succès suffisamment notable pour qu'il réitère l'opération trois ans plus tard, inaugurant un nouveau restaurant à Surry Hills, toujours dans la banlieue de Sydney.
Parallèlement, Bill Granger se tourne vers l'écriture de livres de cuisine, publiant son premier ouvrage « Bill's Sydney Food » en 2000. Deux ans plus tard, le livre « Bills Food » obtient un grand succès. En 2003, un troisième recueil de recettes sorti sous le nom de « Bill's open kitchen » caracole en tête des ventes de livres en Australie[réf. souhaitée].
Le tournage du programme culinaire « Bills Food » débute en 2004. Cette série de six épisodes d'abord diffusée sur la chaîne câblée « The lifestyle channel (en) » est ensuite reprise par plusieurs chaînes de télévisions internationales : elle est ainsi reprise par la chaîne publique britannique BBC1 en 2005, ainsi que dans 20 autres pays à travers le monde, rassemblant au total près de 1,9 million de téléspectateurs. 

En France, la série est reprise peu après sur la chaîne thématique Cuisine.TV.
En 2005, le chef ouvre un troisième restaurant à Sydney, le « Bills Woollahra ». 

En 2007, il publie un quatrième livre, baptisé « Holidays ». 
Dans le même temps, il écrit des chroniques dans le supplément hebdomadaire du Sydney Morning Herald, dans la revue Delicious Magazine et dans Olive magazine, publications spécialisées dans la gastronomie.